# Équipe de Turquie de Coupe Davis
L'équipe de Turquie de Coupe Davis représente la Turquie à la Coupe Davis. Elle est placée sous l'égide de la Fédération turque de tennis.

## Historique
Créée en 1946, l'équipe de Turquie de Coupe Davis dispute toutefois sa première rencontre face à la Yougoslavie en 1948, puis la seconde quatre ans plus tard face à la Suisse. Le meilleur joueur de l'époque se nomme Nazmi Bari. Après une série de 17 défaites consécutives, l'équipe de Turquie obtient ses premières victoires en 1973 face au Liban et au Luxembourg. Elle intègre le groupe II européen en 1988 et y atteint les demi-finales en 1990 et 1991. Elle passe ensuite un certain temps en troisième division puis parvient à remonter dans le groupe II en 2015 grâce à une victoire sur l'Afrique du Sud au sein d'une équipe menée par Marsel İlhan.
Depuis 2017, c'est le duo Çelikbilek-İlkel qui dispute l'essentiel des rencontres à enjeu. En 2022, la Turquie se qualifie pour le Groupe I après un succès face à l'Ouzbékistan puis s'y maintien l'année suivante en battant la Slovénie.

## Joueurs de l'équipe
Les chiffres indiquent le nombre de matchs joués
- Cem İlkel (17-24)
- Altuğ Çelikbilek (13-11)
- Ergi Kirkin (3-2)
- Yanki Erel (1-3)

## Historique des capitanats
- Alaaddin Karagoz (-2014)
- Haluk Akkoyun (2014-2020)
- Marsel İlhan (2021-2022)
- Alaatin-Bora Gerceker (2023-)